# Liang Qin
Liang Qin (chinesisch 梁琴, Pinyin Liáng Qín; * 28. Juli 1972) ist eine ehemalige chinesische Degenfechterin.

## Karriere
Liang Qin gewann bei den Asienspielen 1990 in Peking die Bronzemedaille im Einzel sowie Silber mit der Mannschaft. 1998 folgte der Gewinn der Goldmedaille in Bangkok im Mannschaftswettbewerb. 1999 wurde sie zudem Vize-Mannschaftsweltmeisterin in Seoul. Bei den Olympischen Spielen 2000 in Sydney zog sie mit der Mannschaft, nach einem Sieg gegen Frankreich und einer Niederlage gegen die Schweiz, ins Gefecht um Bronze gegen Ungarn ein, das mit 41:39 gewonnen wurde. Im Einzel belegte sie den 25. Rang.